# Pablo Larenas
Pablo Guillermo Larenas Caro (Rancagua, Chile, 1 de junio de 1959) es un político chileno. Fue concejal de Santa Cruz y consejero regional de O'Higgins en varios períodos.

## Primeros años de vida
Es hijo del exregidor de Santa Cruz Guillermo Larenas Loyola y de Lucía Adriana Caro Salinas. Estudió su educación secundaria en el Instituto Federico Errázuriz de Santa Cruz. Está casado con Yolanda Ravanal Balestra.

## Vida pública
Su carrera política la inicia en el Partido Demócrata Cristiano. Fue concejal de Santa Cruz del 2000 al 2004.
En 2009 fue elegido por el sistema de proporcionalidad de los concejales y alcaldes, como Consejero Regional de O'Higgins.
En 2013 es candidato a Consejero Regional de O'Higgins, que por primera vez se realiza por vía democrático en elección conjunta con las elecciones presidenciales y parlamentarias, resultando electo.
Representando a la Provincia de Colchagua e integrando las comisiones de Infraestructura, de Fomento Productivo e Internacionalización, de Medio Ambiente, Ciencia y Tecnología, de Ordenamiento Territorial, de Desarrollo Social y de Educación, Cultura y Deportes.

## Historial electoral

### Elecciones municipales de 2000
- Elecciones Municipales de 2000, para Santa Cruz[3]

(Se agregan los candidatos más relevantes)
| Candidato                    | Pacto                                      | Partido        | Votos | %     | Resultado |
| ---------------------------- | ------------------------------------------ | -------------- | ----- | ----- | --------- |
| Lidia Pizarro Gamboa         | Alianza por Chile                          | RN             | 3.500 | 22,53 | Concejal  |
| Héctor Valenzuela Valenzuela | Concertación de Partidos por la Democracia | PS             | 4.103 | 26,41 | Alcalde   |
| René Joaquín Muñoz Canales   | Concertación de Partidos por la Democracia | PRSD           | 833   | 5,36  | Concejal  |
| José María Burgos Sanhueza   | Concertación de Partidos por la Democracia | Indep. Lista E | 922   | 5,93  | Concejal  |
| Fernando Arenas Pino         | Concertación de Partidos por la Democracia | PDC            | 3.190 | 20,53 | Concejal  |
| Pablo Larenas Caro           | Concertación de Partidos por la Democracia | PDC            | 1.678 | 10,80 | Concejal  |

### Elecciones Consejeros Regionales de 2013
- Elecciones de Consejeros Regionales de 2013, para la Circunscripción Provincial de Colchagua[4]

### Elecciones Consejeros Regionales de 2017
- Elecciones de Consejeros Regionales de 2017, para la Circunscripción Provincial de Colchagua[5]

(Se agregan los candidatos más relevantes)
| Candidato                       | Pacto                           | Partido | Votos  | %     | Resultado |
| ------------------------------- | ------------------------------- | ------- | ------ | ----- | --------- |
| Juan Carlos Abusleme Abusleme   | Chile Vamos                     | UDI     | 6.219  | 7,97  |           |
| Luis Silva Sánchez              | Chile Vamos                     | IND.    | 6.734  | 8,63  | Consejero |
| Sandro Andrés Medina Herrera    |                                 | IND.    | 1.425  | 1,83  |           |
| Carla Morales Maldonado         | Chile Vamos                     | RN      | 14.281 | 18,31 | Consejera |
| Javier Benito Canales Oyarzun   | Chile Vamos                     | RN      | 2.236  | 2,87  |           |
| Gerardo Contreras Jorquera      | Chile Vamos                     | RN      | 3.457  | 4,43  | Consejero |
| Natalia Carolina Tobar Morales  |                                 | IND.    | 3.999  | 5,13  |           |
| Cristina Marchant Salinas       | Coalición Regionalista Verde    | FRVS    | 6.773  | 8,68  |           |
| Mario Orlando González Maturana | Unidos por la Descentralización | PSCH    | 6.444  | 8,26  |           |
| Pablo Larenas Caro              | Unidos por la Descentralización | DC      | 6.031  | 7,73  | Consejero |
| Juan Paulo Molina Contreras     | Unidos por la Descentralización | DC      | 2.913  | 3,73  |           |

### Elecciones Consejeros Regionales de 2021
- Elecciones de Consejeros Regionales de 2021, para la Circunscripción Provincial de Colchagua[6][7][8][9]